# フラヴィオ・サラマンカ
フラヴィオ・サラマンカ（Flávio Salamanka, 1985年? - ）は、ブラジル出身のバレエダンサーで、2006年よりドイツのカールスルーエ・バーデン州立劇場バレエ団の第一ソリスト。

## 来歴
ブラジル南東部の都市ヴィトーリアに生まれる。父親は職業軍人、母親はスペイン出身の元バレエダンサーで、3歳のときから母親にバレエの手ほどきを受けた。父親の転勤によって転居を繰り返したが、15歳の頃からブラジル北東部の都市レシフェでルシア・ゴンドラとルース・ローゼンバウムに師事した。
17歳のとき、毎年開催のブラジル国際ダンス・セミナーで金賞を受賞し、奨学金を得てビルギット・カイルが主宰するマンハイムのダンス・アカデミーで学んだ。翌2003年、バーデン州立歌劇場に専属バレエ団が新設されるのにともない、芸術監督となったカイルにソリストとして採用された。
カールスルーエではピーター・ライト版 『ジゼル』、マクミラン 『ロミオとジュリエット』、アシュトン 『リーズの結婚』 などの英国系の作品で主役を演じたほか、『アポロ』、『タランテラ』などのバランシン作品でも主役を踊っている。2009年11月にはC・ウィールドン改訂の 『白鳥の湖』 でジークフリート王子を踊った。

## 人物
憧れのダンサーはフェルナンド・ブホネスだったという。自身の目標は「知識を吸収して他者を追い越すこと」と述べている。